# Договор при Сикамор-Шоалс

Серым цветом (№7) обозначенна территория, уступленная чероки по договору при Сикамор-Шоалс.

Договор при Сикамор-Шоалс (англ. Treaty of Sycamore Shoals) — договор между Ричардом Гендерсоном, судьёй и земельным перекупщиком из Северной Каролины и представителями индейцев чероки, который был заключён 17 марта 1775 года около Сикаморских порогов на реке Уотога (Sycamore Shoals) около современного городка Элизабеттон. Это был частный договор Гендерсона, который нарушал принципы королевской декларации 1763 года, посредством которого Гендерсон хотел приобрести землю для основания Колонии Трансильвания. Согласно договору, чероки уступили 20 миллионов акров земли в обмен на товары стоимостью 10 000 фунтов стерлингов. Однако, власти Вирджинии не признали договор и в декабре 1776 года аннексировали территорию колонии Трансильвания кроме того участка, который находился в границах Северной Каролины. На оставшемся участке Гендерсон основал город Нэшборо, но в 1783 году и этот участок был аннексирован штатом Северная Каролина.
Переговоры 1775 года проходили на территории поселенцев долины реки Уотога, которые арендовали эту землю у индейцев и обладали независимым самоуправлением (известным как Уотогская ассоциация). Увидев, что вопреки королевской декларации можно покупать земли у чероки, они тоже заключили с индейцами договор, приобретя в собственность земли, которые ранее арендовали.